# Trachycephalus dibernardoi
Trachycephalus dibernardoi é uma espécie de anfíbio da família Hylidae. Pode ser encontrada no Brasil, no platô Araucária no nordeste do Rio Grande do Sul e sudeste de Santa Catarina, e na Argentina, na província de Misiones.